# Aussichtsturm Petersboden
Der Aussichtsturm Petersboden ist ein 25 Meter hoher Aussichtsturm in der Gemeinde Rorbas des Kantons Zürich in der Schweiz.
Der Turm ist eine Spende von Baumeister Walter Egg - Gattiker. Er baute ihn im Jahre 1978 zum 100-jährigen Bestehen seiner Firma.

## Aufstieg
Die Aussichtsplattform wird über 137 Treppenstufen und einem Zwischenpodest erstiegen. 
| Treppe |

## Aussichtsplattform
Die Aussichtsplattform in 25 Meter Höhe beinhaltet drei Panoramatafeln.
| Aussichtsplattform |

## Rund um den Turm
Neben dem Turm befindet sich eine Feuerstelle.

## Anreise
Der Aussichtsturm ist nur zu Fuss erreichbar. Vom Parkplatz am höchsten Punkt der "Alte Bütbergstrase" (Grenze zwischen Rorbas und Bülach) erreicht man in ca. 15 Minuten über einen gut ausgebauten Wanderweg ohne grossen Höhenunterschied den Petersbodenturm.
| Aussichtsturm Petersboden |

## Aussicht
Richtung Norden erblickt man die Dörfer Buchberg und Teufen. Im Hintergrund sind der Rhein und der Irchel zu sehen. Im Süden erkennt man den Bauernhof Alpen und in der Ferne Teile der Stadt Bülach. Bei guter Fernsicht kann man die Gipfel der Alpen erblicken.  